# Aspais (philosophe)
Pour les articles homonymes, voir Aspais.
Aspais (vers 80 – vers 150) est un philosophe péripatéticien. Il est mentionné régulièrement par Boèce, qui affirme qu'Aspais a écrit des commentaires sur la plupart des travaux d'Aristote.
Albert le Grand, dans son commentaire de la Politique fait également référence à l’œuvre Libellus de naturalibus passionibus, qu'il affirme être d'Aspais.